# Hyalostenele lutescens
Hyalostenele lutescens är en fjärilsart som beskrevs av Butler 1872. Hyalostenele lutescens ingår i släktet Hyalostenele och familjen mätare. Inga underarter finns listade i Catalogue of Life.